# Xuân Quế
Xuân Quế is een xã die ligt in het district Cẩm Mỹ, een van de negen districten van de Vietnamese provincie Đồng Nai.